# Base Aérea de Kenitra
La Base Aérea de Kenitra (en árabe, [القنيطرة] مطار; en código ICAO, GMMY; en código IATA, NNA) es una base de la Real Fuerza Aérea de Marruecos, situada en la ciudad de Kenitra. También es conocida como Tercera Base de la Real Fuerza Aérea o BAFRA N.º 3, operada por la Real Fuerza Aérea de Marruecos

## Historia
Tras el establecimiento del Protectorado francés en Marruecos en 1912, en 1919 se construyó un centro de aviación marítima básica a lo largo de la costa atlántica en la margen izquierda del río Sebou, cerca del pueblo de Kenitra. En 1920, después de una corta existencia marcada únicamente por dos ataques con hidroaviones, dicho centro fue dado de baja.

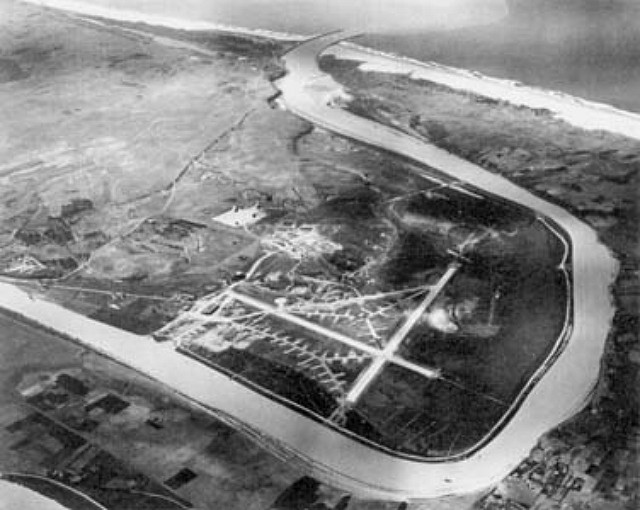
La base aeronaval Port-Lyautey

A principios de la década de 1930, cuando la ciudad de Kenitra tomó el nombre de Port-Lyautey, la Armada francesa volvió a considerar la instalación de una base permanente. Se adquirieron terrenos y se iniciaron nuevas construcciones marítimas y terrestres, y en 1939 se creó la base aeronáutica naval de Port-Lyautey.
En 1940, todavía en funcionamiento, acogerá los hidroaviones de las formaciones retiradas de la Francia continental y las nuevas formaciones basadas en tierra.
De 1941 a 1942, tras el armisticio, tuvo una actividad reducida. Elegido por los Aliados como objetivo durante el desembarco del 8 de noviembre de 1942 de la Operación Torch, fue la ubicación de la Batalla de Port Lyautey, donde se enfrentaron los marineros y aviadores de la Francia de Vichy, al ejército norteamericano y sus fuerzas aeronavales. Tras ser conquistada, quedó bajo control estadounidense.
A partir de 1943 se convirtió en una de las principales bases de operaciones llevadas a cabo por la Armada estadounidense contra los submarinos alemanes hasta la victoria de 1945. 

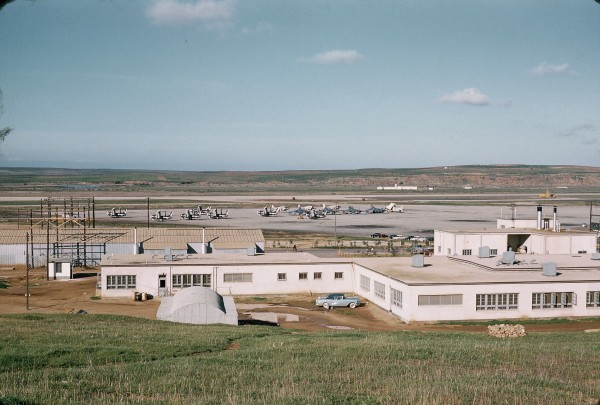
La base aérea a finales de la década de 1950 y principios de 1960

Posteriormente su control fue compartido entre la Francia y Estados Unidos. Se creó una escuela de vuelo en 1960, y posteriormente fue cedida en 1962 a la Fuerza Aérea de Marruecos.. Los últimos soldados estadounidenses abandonaron la base a partir de 1977.
El 16 de agosto de 1972, el ministro de Defensa, Mohammed Ufqir, con la ayuda de Mohamed Amekrane, comandante de la base de Kenitra, lanzó un intento de golpe de Estado. Cuatro aviones de combate Northrop F-5 de Kenitra atacaron un Boeing 727 que transportaba al rey Hassan II de Marruecos cuando ingresaba al espacio aéreo marroquí, al regresar de una visita a Francia.
En 2001, la base aérea fue utilizada como localización para rodar la película Black Hawk Down, para representar el aeropuerto de Mogadiscio, en Somalia.

## Instalaciones
La base aérea de Kenitra tiene 2 pistas de aterrizaje, denominadas 07/25 y 03/21, que tienen una superficie de 2437 por 46 y 1839 por 46 metros, respectivamente.
Desde que pasó a control marroquí, ha sido base del transporte aéreo de carga militar de la Real Fuerza Aérea Marroquí. El caballo de batalla para esto ha sido y sigue siendo el C 130 Hercules de Lockheed. También desde 1982 se añadió un ala de entrenamiento para pilotos de transporte de la fuerza aérea. 
Alberga escuadrones de transporte de C-130H, C-27J, CN235 y King Air, así como aviones cisterna KC-130H y aviones de reconocimiento y vigilancia electrónica RC-130H y Falcon 20ECM. También dispone de cinco aviones anfibios contraincendios CL-415.